# Китайска топола
Китайската топола, наричана още пържевалска топола (Populus simonii), е дървесен вид от семейство Върбови. На височина достига до 20 m. Листата са продълговати, с дължина до 13 cm. Расте в Монголия и северните части на Китай.